# طلال الفاضل
طلال الفاضل ولد 11 أغسطس 1990 في الكويت. هو لاعب كرة قدم كويتي ,يلعب حالياً مع نادي كاظمة.

## روابط خارجية
- طلال الفاضل على موقع قاعدة بيانات كرة القدم.إي يو (الإنجليزية)
- طلال الفاضل على موقع ناشيونال فوتبول تيمز (الإنجليزية)
- طلال الفاضل على موقع Soccerway.com (الإنجليزية)